# Frank Jensen
 Der er flere personer med dette navn, se Frank Jensen (borgmester i Fanø Kommune).
Frank Jensen (født 28. maj 1961 i Ulsted) er en tidligere socialdemokratisk dansk politiker, der var Københavns overborgmester fra 1. januar 2010 til 19. oktober 2020. Han sad i Folketinget i 20 år fra 1987 til 2007 og har været forskningsminister fra 1994 til 1996 og justitsminister fra 1996 til 2001. Han var næstformand for Socialdemokratiet fra 2012 til 19. oktober 2020 da han, efter en del sager i pressen om seksuelle krænkelser, valgte at trække sig fra posterne som overborgmester og næstformand for Socialdemokratiet.

## Baggrund
Frank Jensen blev født den 28. maj 1961 i Ulsted, som søn af senere byrådsmedlem og borgmester i Støvring Kommune Kjeld Jensen og pædagogmedhjælper Sonja M. Jensen.
Frank Jensen gik i Ferslev Skole fra 1968 til 1972 og Støvring Bavnebakkeskole fra 1972 til 1978.
Han tog hf-eksamen fra Aalborg Katedralskole i 1980 og blev cand.oecon. fra Aalborg Universitetscenter i 1986.
På sin hjemegn var Frank Jensen før sin politiske karriere kendt for sit arbejde som tv-vært i et bingo-program på TV-Aalborg.
Efter sin uddannelse blev han arbejdsmarkedsforsker ved Aalborg Universitetscenter fra 1986.
Siden 1987 har han været gift med børnehaveklasseleder Jane Frimand Pedersen, som han har to børn med, heriblandt borgmester i Aalborg Lasse Frimand Jensen, født 1986.

## Politisk karriere
Formand for DSU i Støvring 1977-78. Kasserer for DSU i Nordjyllands Amt 1978-79. Uddannelsessekretær for DSU i Nordjyllands Amt 1979-81. Formand for DSU i Nordjyllands Amt 1981-82. Medlem af forretningsudvalget for DSU 1982-84. Næstformand for Socialdemokratiet i Nr. Tranders 1985-86.  
Frank Jensen var partiets kandidat i Aalborg Nord-kredsen fra 1986.[kilde mangler]
Han blev valgt ind i Folketinget for Socialdemokratiet i Nordjyllands Amtskreds ved Folketingsvalget den 8. september 1987.
Han var medlem af Folketingets Finansudvalg 1992-1994 og politisk ordfører til 1994.
Den 27. september 1994 blev han forskningsminister hvilket varede frem til den 30. december 1996 hvor han blev udnævnt til justitsminister.
Denne post holdt han frem til regeringsskiftet i 2001.

### Formandsvalg
Frank Jensen stillede op til det socialdemokratiske formandsvalg, da partiets medlemmer skulle finde afløseren for Mogens Lykketoft. Frank Jensen blev ikke valgt som formand. Det gjorde derimod Helle Thorning-Schmidt. Frank Jensen blev i 2006 afløst af Orla Hav som folketingskandidat, og han genopstillede ikke ved valget i 2007. 

### Københavns overborgmester
Ved kommunalvalget 2009 stillede Frank Jensen op som overborgmesterkandidat i Københavns kommune, og opnåede valg hvorved han blev den niende Socialdemokratiske overborgmester i træk. Han tiltrådte som overborgmester den 1. januar 2010. Kort efter ansatte Københavns kommune til Frank Jensens sekretariat fire medarbejdere, hvoraf de to havde arbejdet for Frank Jensen under dennes valgkamp, ligesom de to øvrige havde tætte forbindelse til Socialdemokratiet. Frank Jensen blev i den anledning beskyldt for nepotisme, og den 3. februar 2010 meddelte Folketingets Ombudsmand, at han gik ind i sagen for at vurdere, hvorvidt ansættelserne var sket i overensstemmelse med lovgivningen. Konklusionen var, at Frank Jensen ikke var inhabil eller at han blev kritiseret for sin personlige rolle, men at forløbet var meget kritisabelt .
Frank Jensen har i sin tid som overborgmester fremlagt flere konkrete forslag af forskellige slags. For eksempel at 
legitimere salget af hash for at bekæmpe bandekrigen. Sammen med Illmar Reepalu, "kommunalråd" (politisk valgt ledende tjenestemand i kommunen) i Malmö, har Jensen fremlagt et forslag om en fremtidig metro til denne skånske by. Frank Jensen har også støttet ombygningen af Nordhavnsområdet, og her er der konkret truffet beslutning om metrolinje M4, der kører sammen med "metroringen" (linje M3) mellem Hovedbanegården og Østerport. Lige før den kommende metrostation ved Trianglen drejer M4 mod nordøst og standser ved en ny metrostation under Nordhavns nuværende S-togsstation. Den går herefter videre til Orientkaj i første omgang. Linje M4 skal allerede åbne ni måneder efter metroringen, og kan nemt og forholdsvis billigt derefter forlænges (sandsynligvis overjordisk) sammen med udbygningen af området. 
Frank Jensen trak sig som overborgmester den 19. oktober 2020 efter en længere række sager om seksuelle krænkelser af kvinder. Sagerne strakte sig fra 1990'erne og frem til 2019.

## Kontroverser

### Seksuelle krænkelser
I oktober 2020 stod en række kvinder frem i forlængelse af Sofie Lindes opsigtsvækkende udtalelse om sexchikane og rettede nye anklager om seksuelle og fysiske krænkelser begået af Frank Jensen. Tidligere havde Frank Jensen krænket flere kvindelige medarbejdere til en julefrokost på Københavns Rådhus i 2011. Den 18. oktober 2020 blev der på et møde i Socialdemokratiet i København bakket op om Frank Jensen fra 22 ud af 32 af de tilstedeværende. Enkelte deltagende rettede kritik af at afstemningen var en åben afstemning med håndsoprækning og ikke en lukket, hemmelig afstemning. På et efterfølgende pressemøde om aftenen undskyldte Frank Jensen for en række krænkelsesepisoder, der havde fundet sted over næsten tre årtier. Mediepresset som følge af sagerne førte dog næste dag den 19. oktober 2020 til, at Frank Jensen trak sig som både overborgmester i København og næstformand for Socialdemokratiet. Frank Jensen trak sig også fra sin plads i Københavns Borgerrepræsentation hvor han 29. oktober 2020 blev afløst af Rune Dybvad. Ligeledes meddelte han, at han til marts 2021 ville fratræde sin post som bestyrelsesmedlem i Rockwool Fonden, hvor han havde siddet siden 2011.

## Tillidshverv og udgivelser
- Arbejderbevægelsens Erhvervsråd til 1994. Ligeledes indtil 1994 medlem af bestyrelsen for Danmarks Nationalbank og for Dansk Liv & Pension Forsikringsaktieselskab. Medlem af forretningsudvalget for LO. Blev 14. december 2007 udpeget af daværende kulturminister Brian Mikkelsen som medlem af TV2s bestyrelse.[kilde mangler]
- Medforfatter til »Beskæftigelses- og erhvervspolitik i udvalgte kommuner i Danmark, Finland, Norge og Sverige«, 1987 og bidrag til flere andre bøger.[5]

## Blå bog
- Vært for SIFA TV Bingo.
- I 2005 besluttede han, at han ikke ville genopstille til det næstkommende folketingsvalg efter at have tabt formandsopgøret til Helle Thorning-Schmidt.
- Mellem 2007-2008 var Frank Jensen administrerende direktør for Telecom Scandinavia, et mindre firma med i alt ti ansatte samt bestyrelsesformand for Nextt. Han var i en kort periode direktør for brancheforeningen Danske Advokater, inden han blev valgt som overborgmester.
- Gift med børnehaveklasselærer Jane Frimand Pedersen og har to voksne sønner og fire børnebørn.